# Bruno Paul
Bruno Paul (Seifhennersdorf, 19 gennaio 1874 – Berlino, 17 agosto 1968) è stato un architetto e disegnatore tedesco.

## Formazione
Nato a Seifhennersdorf, un piccolo villaggio della Sassonia da un artigiano e venditore di materiali da costruzione, frequentò a Dresda il ginnasio prima di entrare come apprendista alla Kunstgewerbeschule. A partire dal 1892 isi trasferì a Monaco di Baviera dove l'anno successivo entrò come studente all'"Accademia di belle arti di Monaco", nella quale fu allievo del pittore Paul Höcker, uno dei fondatori del movimento artistico della "Secessione di Monaco". Grazie al suo maestro, venne introdotto nei circoli artistici più importanti della città, entrando in contatto con artisti come Reinhold Max Eichler, Max Feldbauer, Walter Georgi, Angelo Jank, Walter Püttner, Leo Putz, Ferdinand von Rezniçek e Walter Schulz.

## Attività di disegnatore
Nel 1896 abbandonò gli studi all'Accademia e per intraprendere la carriera di artista indipendente. Dopo aver lavorato per un breve periodo come pittore su commissione, acquisì notorietà come illustratore. Aderì alla cosiddetta Jugendstil, la controparte tedesca del movimento artistico della Art Nouveau francese e belga.
Dal 1897 Bruno Paul iniziò a collaborare alla rivista Simplicissimus, fondata dall'editore Albert Langen e dal pittore Thomas Theodor Heine, concepita sl modello della rivista francese Gil Blas Illustrè. Anche grazie a questa collaborazione, durata fino a tutto il 1906 con una produzione di circa 500 vignette, venne conosciuto anche a livello internazionale.

## Attività educative
Nello stesso anno, insieme ad altri giovani artisti come Peter Behrens, Bernhard Pankok e Richard Riemerschmid, fu tra i fondatori dell'associazione culturale Munich Vereinigte Werkstätten für Kunst im Handwerk, il cui scopo era promuovere le arti applicate. In particolare il movimento nacque con lo scopo di far introdurre le arti applicate all'interno della prima Esposizione industriale organizzata al Glaspalast in quello stesso anno. 
Nel 1907 fu uno dei fondatori della Deutscher Werkbund (Lega tedesca artigiani), un nuovo movimento culturale e artistico composto da architetti, industriali e artisti, ancora con lo scopo di promuovere lo sviluppo delle arti applicate. Poco dopo venne nominato direttore del Unterrichtsanstalt des königlichen Kunstgewerbe-Museums (Istituto Educativo del Museo Reale di Arti Applicate) con sede a Berlino: questa nomina rientrava in un progetto della riforma educativa promossa da Hermann Muthesius e Wilhelm von Bode. La sua innovazione più importante in campo educativo fu l'introduzione dell'attività artigianale come preparazione della produzione artistica. 
Proseguendo nella sua attività educativa, promosse la creazione di una nuova istituzione di educazione artistica, frutto dell'unione tra l'istituto da lui diretto e l'Accademia Prussiana. Nel 1924 nacque così il Vereinigte Staatsschulen für freie und angewandete Kunst (Scuola unificata per le belle arti e le arti applicate), nella quale si seguiva un programma educativo capace di coprire ogni aspetto tecnico e creativo della produzione artistica. Fu direttore di questa nuova istituzione educativa fino al 1933 quando, a causa delle sue aperte antipatie per il nascente Partito Nazionalsocialista Tedesco dei Lavoratori venne costretto a dare le dimissioni. La sua scuola venne considerata da Nikolaus Pevsner come una delle più importanti scuole d'arte dell'intera Germania, annoverando allievi come Ludwig Mies van der Rohe, Adolf Meyer, Paul Thiersh, Kem Weber e Sergius Ruegenberg.

## Opere architettoniche

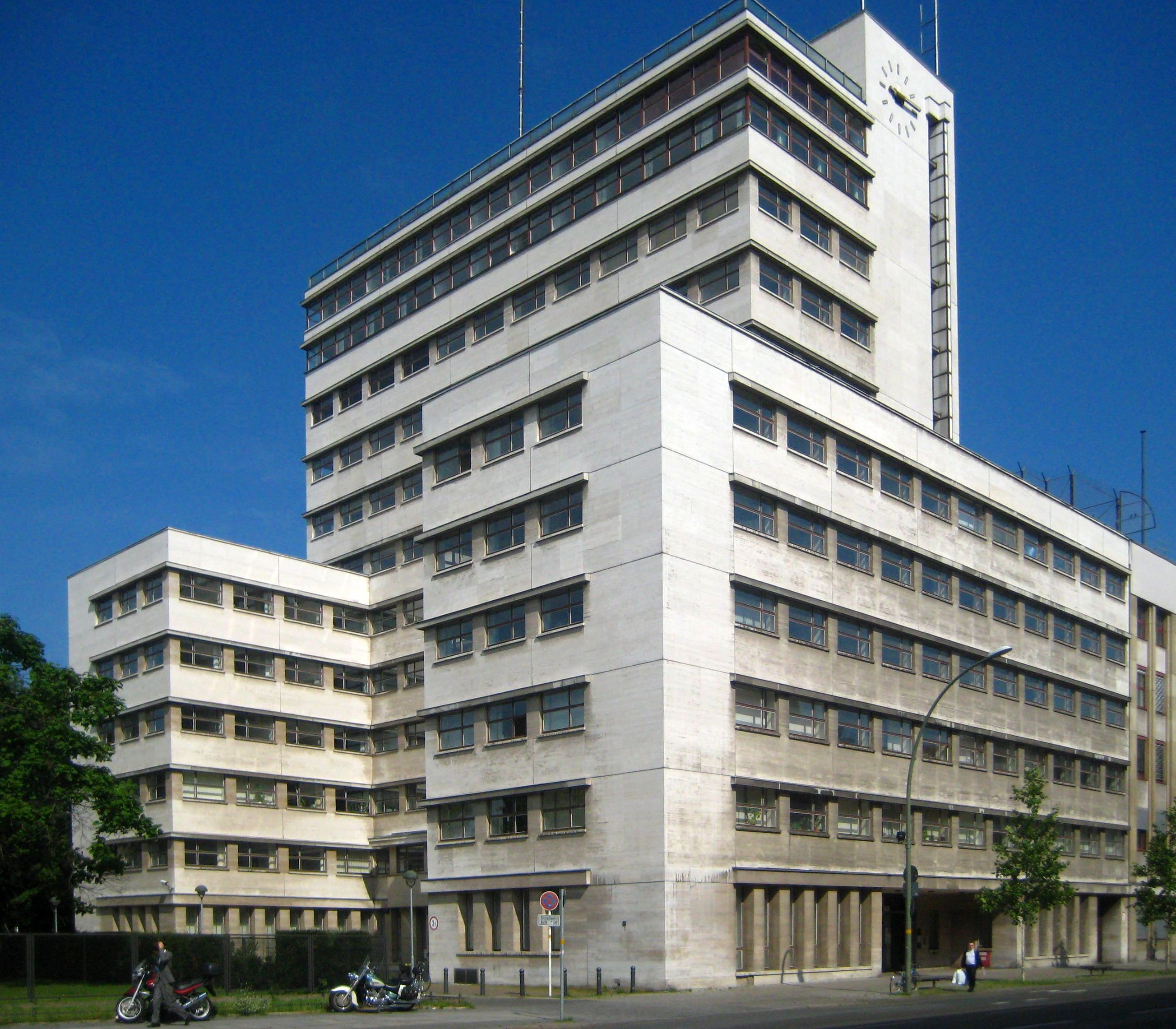
La Kathreiner-Hochhaus di Berlino, costruita tra il 1928 ed il 1930

Realizzò per la Esposizione Universale di Parigi del 1900 la cosiddetta Sala della caccia nel padiglione dedicato alla Jugendstill, per la quale ottenne una medaglia d'oro, che gli aprì la strada per una serie di commissioni a livello internazionale. 
Tra il 1908 ed il 1909 venne costruito a Berlino il grande complesso della Haus Westend, uno dei più importanti alberghi di lusso della Belle Époque tedesca. In questo stesso periodo si occupò del disegno d'interni di importanti navi da crociera, come la SS Kronprinzessin Cecilie e la SS Prinz Friedrich Wilhelm per conto della Norddeutscher Lloyd. Nel 1914 nella Esposizione universale di Colonia disegnò la birreria, il ristorante ed altri ambienti riservati al pubblico.